# 维拉特纳加尔
维拉特纳加尔（Viratnagar），是印度拉贾斯坦邦Jaipur县的一个城镇。总人口17237（2001年）。

## 人口
该地2001年总人口17237人，其中男性9050人，女性8187人；0—6岁人口3448人，其中男1832人，女1616人；识字率50.13%，其中男性为64.55%，女性为34.19%。